# Västerviks IK
Le Västerviks IK est un club de hockey sur glace de Västervik en Suède. Il évolue en Allsvenskan, deuxième échelon suédois.

## Historique
Le club a été créé en 1971.

## Palmarès
- Aucun titre.